# Mala Ševnica
Mala Ševnica je naselje u slovenskoj Općini Trebnju. Mala Ševnica se nalazi u pokrajini Dolenjskoj i statističkoj regiji Jugoistočnoj Sloveniji. 

## Stanovništvo
Prema popisu stanovništva iz 2002. godine naselje je imalo 19 stanovnika.